# Superintendencia de Notariado y Registro
Die Superintendencia de Notariado y Registro (SNR) ist die kolumbianische Aufsichtsbehörde, die für die Regulierung und Überwachung der Notariate und der Registerämter verantwortlich ist.

## Geschichte
Die Superintendencia wurde 1959 durch das Dekret 3346 gegründet und als Verwaltungsbehörde dem Justizministerium zugeordnet. Ihre rechtliche Eigenständigkeit erhielt sie 1962. Über die Jahre wurde die Struktur der SNR mehrfach durch verschiedene Dekrete angepasst, zuletzt 2014. Zu den wichtigsten Reformen gehört die Einführung des neuen Statuts für öffentliche Register im Jahr 2012, um die rechtliche Sicherheit von Immobilieneigentum in Kolumbien zu gewährleisten.

## Aufgaben
Die Superintendencia setzt das Gesetz 1712 vom 6. März 2014 (Ley 1712) um, indem sie Bürgern Zugang zu Informationen über Notariats- und Registrierungsdienste gewährt und so Transparenz fördert. Sie stellt die ordnungsgemäße Registrierung von Immobilien, Personen und rechtlichen Dokumenten sicher. Zu diesem Zweck stellt die Superintendencia das Certificado de Tradición y Libertad aus, das die Eigentumsgeschichte und den rechtlichen Status einer Immobilie überprüft und vergleichbar ist mit einem Grundbuchauszug in anderen Ländern. Des Weiteren überwacht die Superintendencia die Tätigkeit von Notaren, stellt die Einhaltung gesetzlicher Vorgaben sicher und fördert die Qualität der notariellen Dienstleistungen durch Schulungs- und Fortbildungsprogramme. Auf ihrer Website bietet die Superintendencia Zugriff auf Registrierungsdaten an und stellt Formulare und Informationen zu Verfahren und Anforderungen bereit.
Die Superintendencia trägt zur rechtlichen Sicherheit und Transparenz im Eigentumsrecht bei. Beispielsweise hat die Superintendencia die Stadt Soacha im Jahr 2024 wegen fehlerhafter Katasteraktualisierung bestraft.